# 岐阜県道72号恵那蛭川東白川線

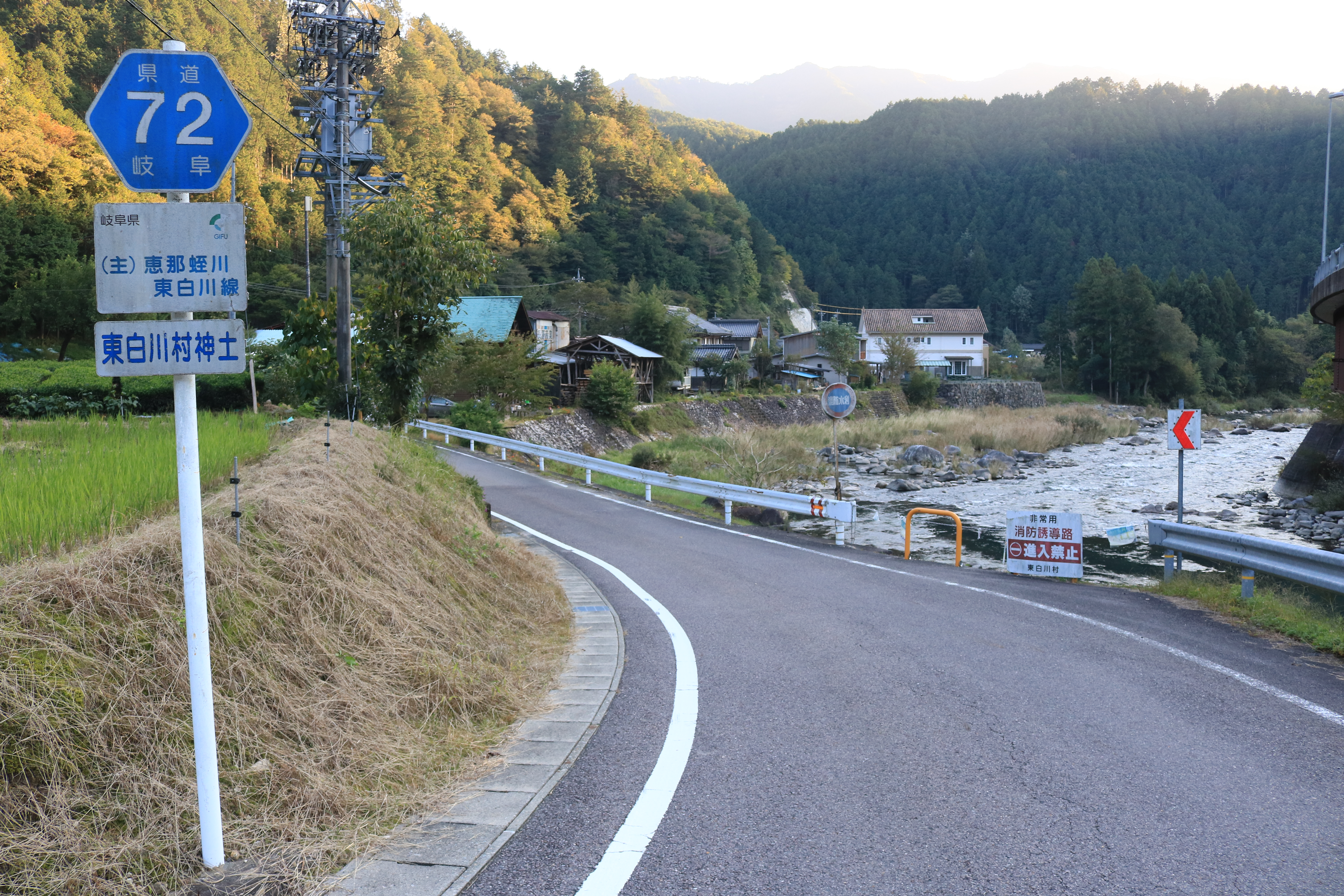
岐阜県道72号恵那蛭川東白川線、国道256号へ接続する終点付近、加茂郡東白川村神土

岐阜県道72号恵那蛭川東白川線（ぎふけんどう72ごう えなひるかわひがししらかわせん）は、岐阜県恵那市長島町中野から同県中津川市蛭川を経由して同県加茂郡東白川村神土に至る主要地方道（岐阜県道）である。

## 概要
恵那市長島町中野の恵那IC北交差点（岐阜県道68号恵那白川線交点）が起点。中央自動車道に沿って進んだ後、阿木川左岸に沿って北へ向かう。大井ダムの下流の木曽川を東雲橋で渡り、今度は和田川に沿ってしばらく進む。和田川を渡ると中津川市蛭川に入る。博石館の前を通り、蛭川市街の北東側を迂回して再び和田川に沿って北に向かう。遠ヶ根峠を越えると、加茂郡白川町に入る。鱒淵川を渡ったところで、岐阜県道70号白川福岡線に突き当たり、左折し、5km程重複して鱒淵川に沿って西に進む。白川町黒川の中心部付近で岐阜県道70号白川福岡線と分かれ、今度はV字に戻るように柿反川に沿って北東に進む。大多尾峠を越えると加茂郡東白川村に入る。白川（木曽川水系飛騨川支流）沿いの東白川村神土の国道256号交点が終点。

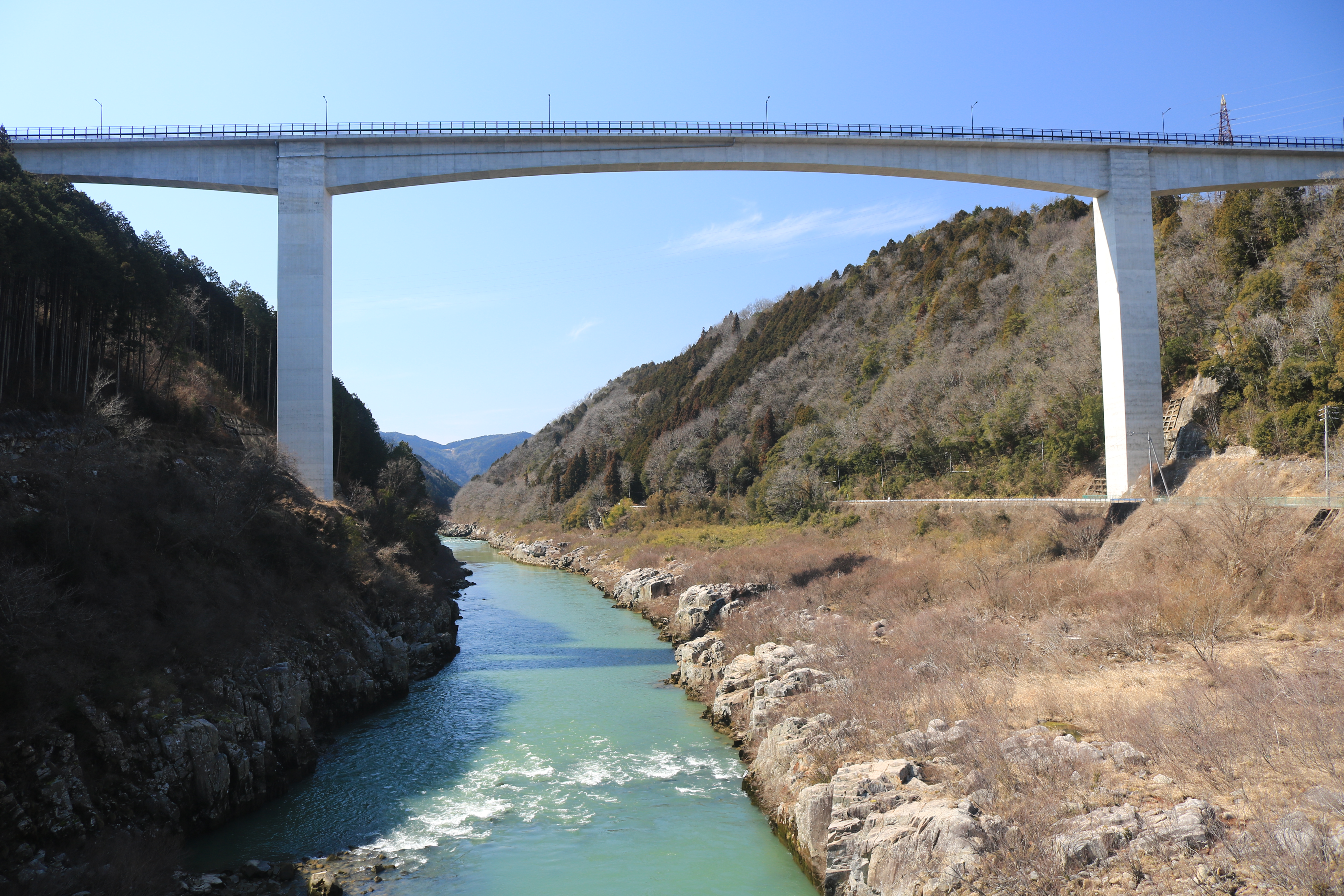
2015年に開通した東雲バイパスの木曽川に架かる東雲大橋

東雲橋の老朽化などに伴い、近隣の西側に並行するような東雲バイパスが事業化されて、2015年（平成27年）8月21日に同事業の2工区の東雲大橋が開通した。

### 路線データ
- 始点：岐阜県恵那市長島町中野 恵那IC北交差点（岐阜県道68号恵那白川線交点）
- 終点：岐阜県加茂郡東白川村神土（国道256号交点）
- 実延長：38.246km[1]

## 歴史
- 1993年（平成5年）5月11日 - 建設省（現・国土交通省）から、主要県道恵那蛭川三川線の一部が恵那蛭川東白川線として主要地方道に指定される[4]。
- 1994年（平成6年）4月1日 - 岐阜県が主要地方道72号恵那蛭川東白川線を認定。

## 路線状況

### 別名
- 遠ヶ根サルスベリ街道（恵那市）
- 恵那峡さくら街道（恵那市）

### 重複区間
- 岐阜県道408号中野方苗木線（中津川市蛭川）
- 岐阜県道70号白川福岡線（加茂郡白川町黒川）

### 道路施設
- 東雲大橋（木曽川、恵那市）
- 東雲橋（木曽川、恵那市）

## 地理
終点付近には白川（木曽川水系飛騨川支流）が流れる。

### 通過する自治体

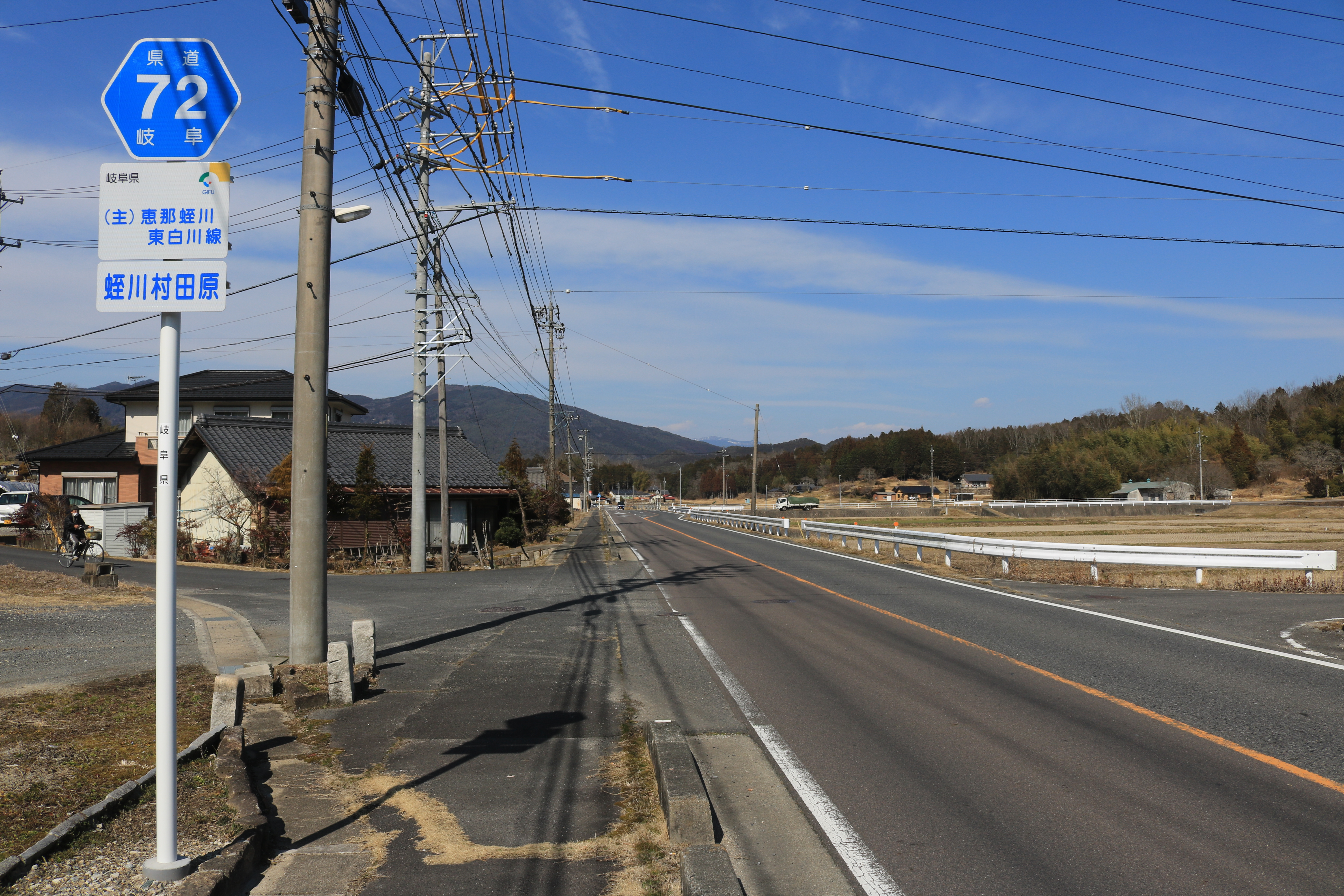
恵那市蛭川にて

- 岐阜県
  - 恵那市
  - 中津川市
  - 加茂郡
    - 白川町
    - 東白川村

### 交差する道路
- 岐阜県道68号恵那白川線（恵那市長島町中野 恵那IC北交差点）
- 岐阜県道408号中野方苗木線（中津川市蛭川）
- 岐阜県道70号白川福岡線（加茂郡白川町黒川）
- 国道256号（加茂郡東白川村神土）

### 周辺

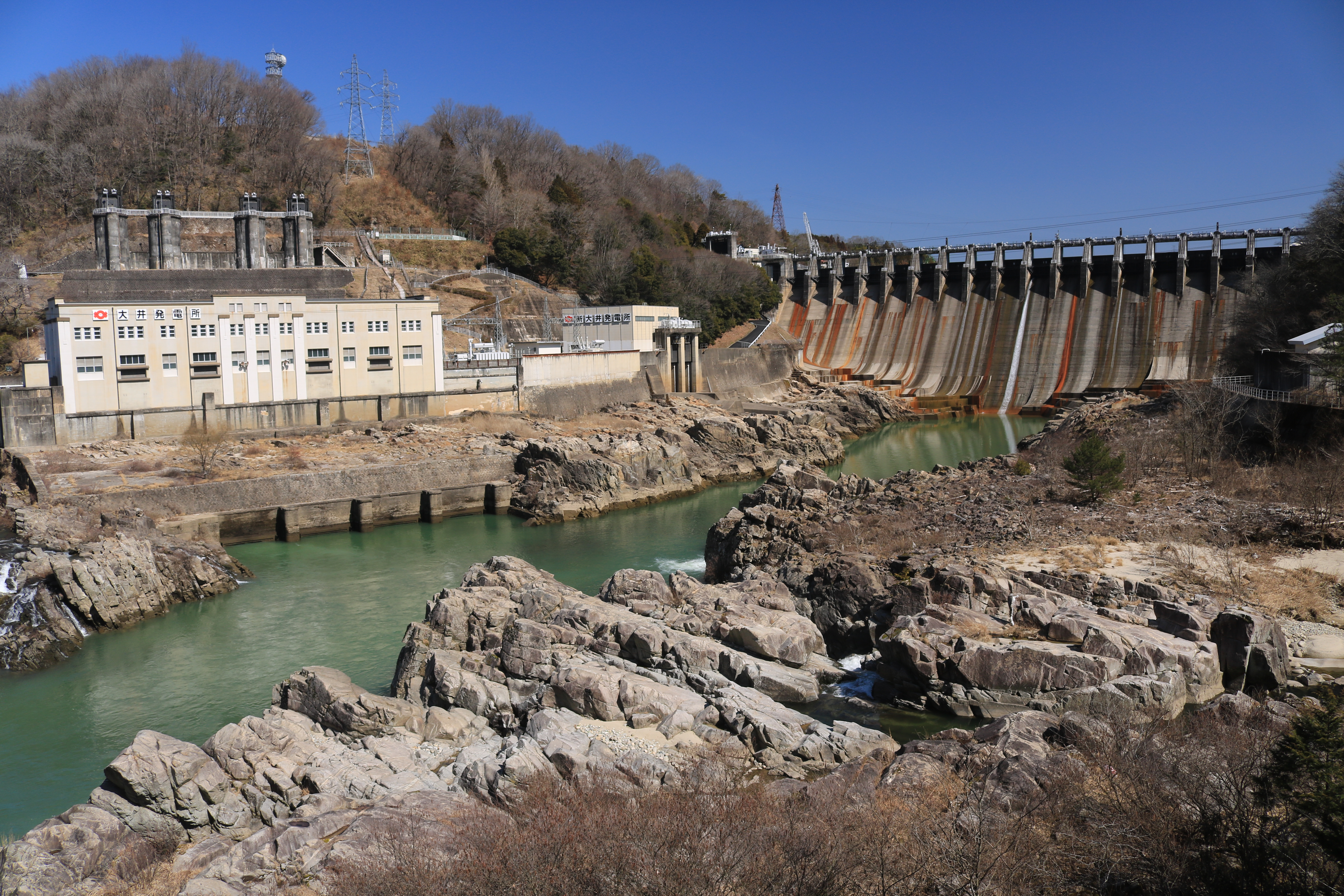
東雲橋から望む上流側にある大井ダム

- 恵那インターチェンジ（中央自動車道）
- 市立恵那病院
- 恵那峡

- 大井ダム
- 博石館
- 白川町立黒川中学校
- 白川町立黒川小学校
- 東白川村病院

### 主な峠
- 遠ヶ根峠（中津川市 - 白川町）
- 大多尾峠（白川町 - 東白川村）